# Üxheim
Üxheim est une municipalité du Verbandsgemeinde Hillesheim, dans l'arrondissement de Vulkaneifel, en Rhénanie-Palatinat, dans l'ouest de l'Allemagne.

## Liens externes

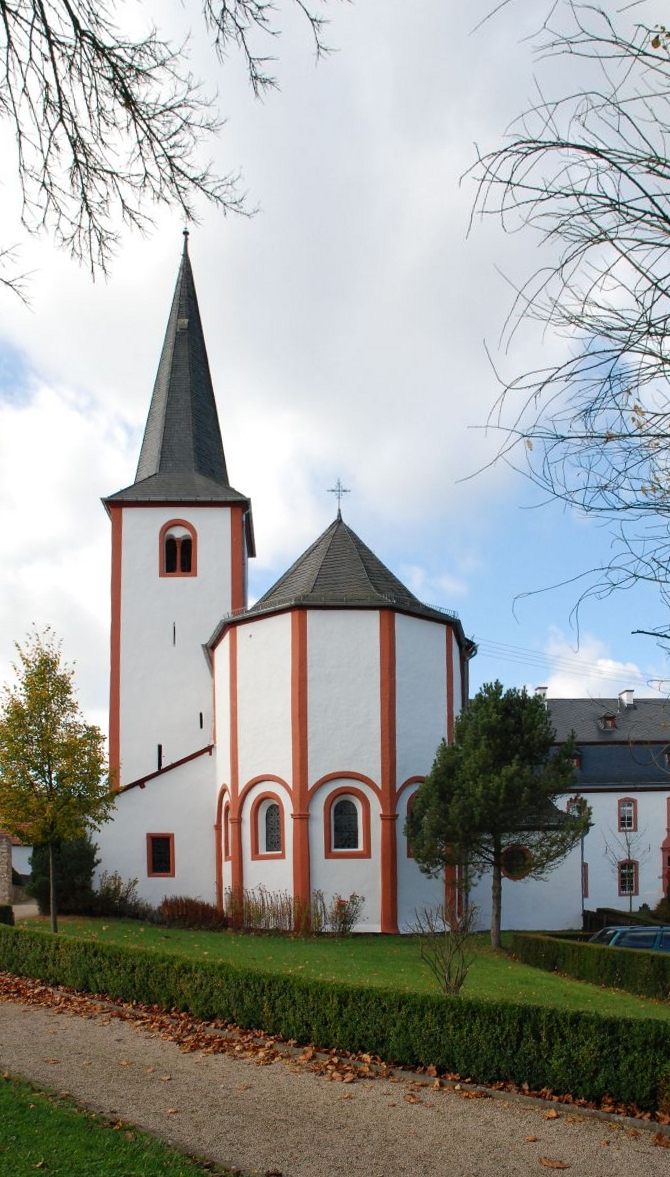
Église d'Üxheim